# Stichting Katholieke Universiteit
De Stichting Katholieke Universiteit (SKU) was een koepelorganisatie waaronder de Radboud Universiteit en het Radboudumc vielen.
Het bestuur van de Stichting Katholieke Universiteit oefende toezicht uit op het college van bestuur van de Radboud Universiteit Nijmegen en op de raad van bestuur van het Radboud universitair medisch centrum. De bestuursleden werden tot 2020 statutair benoemd door de Nederlandse Bisschoppenconferentie. Van 23 mei 2008 tot medio 2020 was oud-minister Loek Hermans voorzitter van de Stichting Katholieke Universiteit.
In oktober 2020 heeft de bisschoppenconferentie besloten om het predicaat 'katholiek' van de SKU in te trekken. Hier ging een lang lopend conflict, met name over het benoemen van bestuurders van de SKU, aan vooraf.
Sinds 1 januari 2021 zijn de Radboud Universiteit en het Radboudumc twee aparte organisaties met elk een eigen Raad van Toezicht. De Stichting Katholieke Universiteit, die toezicht houdt op beide instellingen, is gesplitst in twee nieuwe raden van toezicht: de Raad van Toezicht Radboud Universiteit en de Raad van Toezicht Radboudumc. De Raad bestaat uit vijf leden, die benoemd worden voor een periode van vier jaar.